# Battaglia di Hanoi (1873)
La battaglia di Hanoi, episodio della spedizione Granier, fu combattuta il 20 novembre 1873 tra la Francia e il Vietnam della dinastia Nguyễn. Una forza di spedizione francese composta da 140 marinai, 30 fanti di marina e 8 ufficiali al comando del tenente di vascello Francis Garnier catturò, senza ordini superiori, la capitale provinciale Hanoi, dove erano stati inviati in missione diplomatica. La cattura della città fu il punto di partenza di una campagna militare non autorizzata condotta da Garnier e dai suoi uomini, che riuscirono a conquistare la maggior parte del Tonchino nel corso del dicembre 1873.

## Contesto
Alla fine dell'estate del 1873, una disputa tra il commerciante francese Jean Dupuis e le autorità di Hanoi era sul punto di causare una crisi diplomatica tra la Francia e il Vietnam. Le autorità imperiali di Huế richiesero alla Francia di agire per allontanare Dupuis dal Tonchino.
Il tenente di vascello Francis Garnier fu inviato ad Hanoi con due cannoniere e 180 uomini per convincere Dupuis a lasciare il Tochino e riportarlo nella Cocincina francese. La piccola forza francese arrivò ad Hanoi il 5 novembre 1873. Garnier fu presto molto scontento dal trattamento riservatogli dalle autorità locali. Dopo aver discusso con Dupuis, si convinse che le lamentele del commerciante fossero giustificate, al contrario di quelle del governatore di Hanoi. Quando tentò di discutere le lamentele di Dupuis con un mandarino imperiale, a Garnier fu detto di ricordarsi del suo grado di ufficiale di basso rango, non abilitato a discutere importanti questioni politiche. Abbandonata la sua missione di riportare Dupuis a Saigon, Garnier prese la decisione di conquistare la città.

## La battaglia

### Preparazione

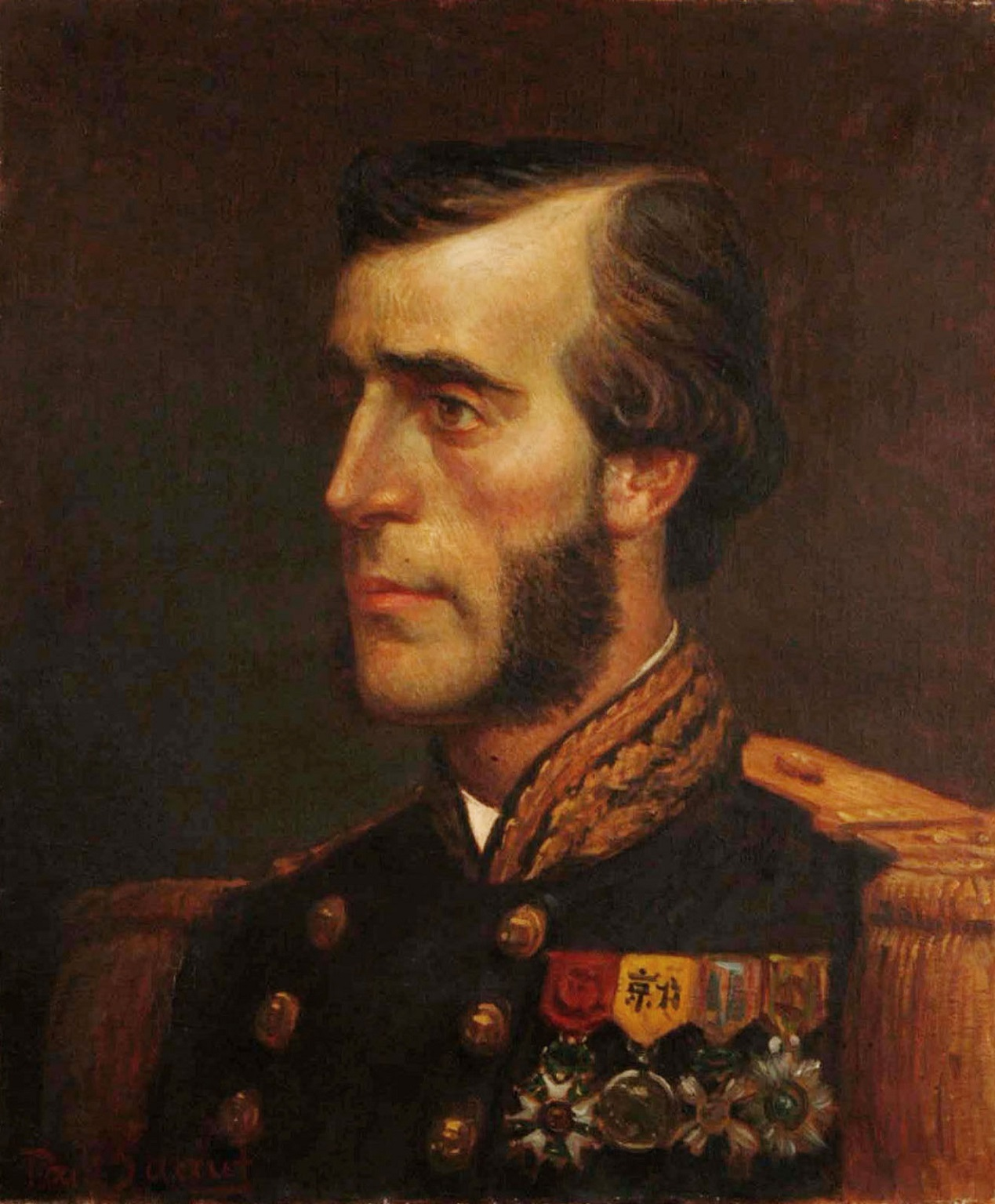
Il tenente Francis Garnier

Garnier aveva incaricato il sottotenente Edgard de Trentinian, al comando del 4º reggimento di fanteria di marina, di disegnare una mappa dettagliata delle fortificazioni della città. Per diversi giorni Trentinian percorse le mura, osservando ogni dettaglio, per poter tracciare una mappa il più possibile accurata. Garnier fu molto soddisfatto del lavoro del giovane ufficiale e usò la mappa per pianificare attentamente ogni singolo aspetto dell'assalto alla città.
Alcuni giorni prima dell'attacco Garnier aveva posizionato strategicamente le sue due cannoniere, lo Scorpion e l'Espingole, a circa 1200 metri dalle mura. Le navi erano state ancorate nella posizione che Garnier aveva ritenuto la migliore per sparare sulla cittadella senza che le navi si trovassero esposte al tiro dei cannoni vietnamiti. Il 19 novembre 1873 i cannoni delle navi erano tutti puntati sugli obiettivi specifici scelti da Garnier. Dato che la maggior parte degli equipaggi delle cannoniere era necessaria a terra per l'assalto, le munizioni dei cannoni delle navi erano state raccolte vicino agli stessi, in modo che gli artiglieri, gli unici uomini che sarebbero rimasti a bordo, non dovessero perdere tempo per andare a prendere le munizioni.
Alla vigilia dell'attacco, il tenente Garnier riunì gli altri sette ufficiali della sua forza di spedizione: i guardiamarina Charles Esmez (26 anni), Henri Bain de la Coquerie (28 anni) e Adrien Balny d'Avricourt (24 anni), gli aspiranti ufficiali Marc Hautefeuille (21 anni), Édouard Perrin (21 anni) e George Bouxin (20 anni), e il sottotenente Edgard de Trentinian (22 anni). Garnier procedette a spiegare meticolosamente a ciascuno di loro il suo piano e i loro compiti. Jean Dupuis insistette per prendere parte all'assalto con i suoi mercenari cinesi e, sebbene molto riluttante, Garnier alla fine cedette.
Il 19 novembre 1873, prima di andare a dormire, Garnier scrisse a suo fratello:

### Assalto alla città
La mattina del 20 novembre 1873, le truppe francesi si svegliarono alle 5:00 e, dopo aver mangiato un po' di zuppa, si prepararono per l'attacco, che era previsto per le 6:00. Una prima colonna composta da 30 marinai e un cannone, agli ordini del guardiamarina Bain de la Coquerie, lasciò il campo alle 5:30 e si mosse furtivamente verso la porta sud-ovest. Il tenente Garnier partì poco dopo, insieme ad una seconda colonna composta da 27 fanti di marina al comando del sottotenente Trentinian e da 48 marinai e 4 cannoni al comando del guardiamarina Esmez. Questa seconda colonna era diretta verso la porta sud-est. Un certo numero di uomini, per lo più malati, furono lasciati a guardia del campo.

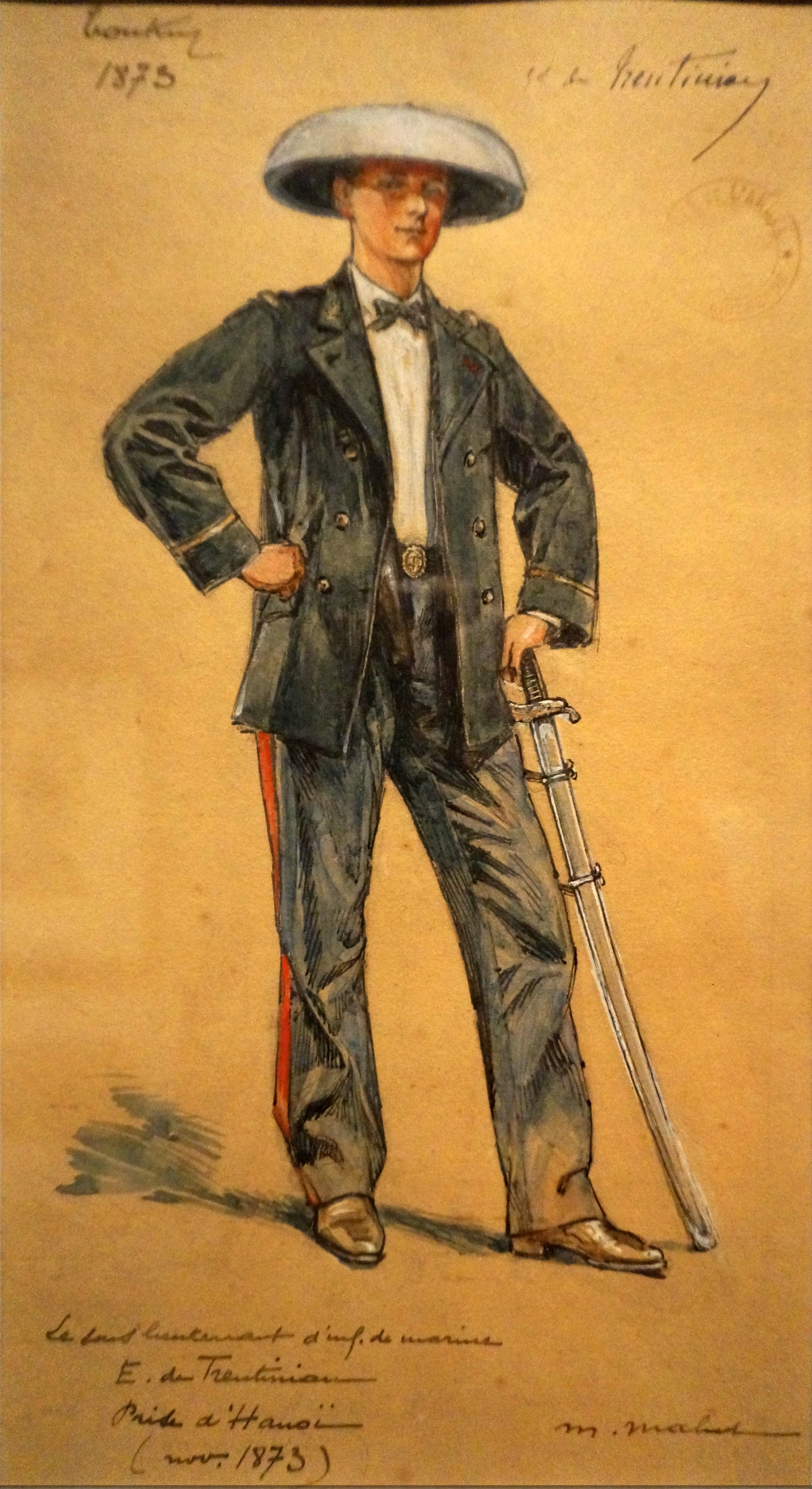
Il sottotenente Trentinian nel 1873

Dopo aver rimosso alcuni cavalli di frisia, il guardiamarina Bain de la Coquerie e i suoi uomini presero il bastione che proteggeva la porta sud-ovest. Quindi gli artiglieri posizionarono il cannone e iniziarono a sparare contro il cancello. Nel frattempo, i marinai di Bain de la Coquerie, da posizioni coperte, soppressero il fuoco vietnamita proveniente dalle mura. Gli artiglieri posti sulle mura tentavano di colpire gli attaccanti, ma i proiettili volavano ben al di sopra delle teste della piccola squadra francese. Poiché i cannoni sulle mura erano posizionati en barbette e non dietro a feritoie, gli artiglieri non erano protetti e molti di loro caddero sotto il fuoco degli chassepot francesi. Oltre ai loro fucili e cannoni, antiquati e di bassa qualità, i difensori usavano anche varie tattiche estremamente inefficaci, come il lancio di chiodi dalle mura nella speranza di ferire i piedi degli attaccanti. Questo fatto lasciò piuttosto perplessi i francesi, i cui stivali militari rendevano la manovra completamente inutile. Dopo aver fatto saltare il cancello e aver sbaragliato i difensori, gli uomini di Bain de la Coquerie occuparono l'ingresso di sud-ovest della cittadella.
Le due cannoniere francesi erano al comando del guardiamarina Balny d'Avricourt. Solo 14 uomini erano a bordo dello Scorpion e 23 a bordo dell'Espingole. Non appena sentirono i primi rumori della battaglia, le due cannoniere scatenarono un devastante fuoco d'artiglieria sulle porte settentrionale e occidentale e sul tratto di muro tra le due porte.
Alla porta sud-est, i soldati di Garnier, con i loro quattro cannoni, avevano messo a tacere il fuoco proveniente dalle mura. I marinai e i fanti di marina francesi, da posizioni coperte, fecero uso di un efficacissimo fuoco di soppressione contro difensori, mentre i cannoni facevano saltare i pezzi d'artiglieria vietnamiti. Quando il generale Tri Phương, che guidava le sue truppe dal fronte, rimase gravemente ferito e dovette essere portato via, il già basso morale dei soldati vietnamiti crollò completamente.. Nonostante i loro quattro cannoni, i francesi ebbero qualche difficoltà a distruggere il cancello. Quando, alla fine, si riuscì ad aprire una breccia in cima ad esso, un impaziente Garnier si arrampicò e si precipitò all'interno cittadella, seguito solo da Trentinian e da due fanti di marina. Questo segnò l'inizio di una rotta generale dei soldati vietnamiti, un gran numero dei quali fuggì attraverso il cancello nord e disperdendosi in preda al panico nelle risaie circostanti. Garnier rimase vicino all'ingresso con i suoi tre uomini fino a quando il resto delle sue truppe non riuscì finalmente a far saltare il cancello e a entrare. Una volta tutti all'interno, Garnier, che era preoccupato per la possibile fuga di importanti funzionari, mandò un distaccamento al comando di Hautefeuille ad occupare la porta orientale e poi si diresse alla porta sud-occidentale per ordinare a Bain de la Coquerie di fare lo stesso alla porta occidentale.

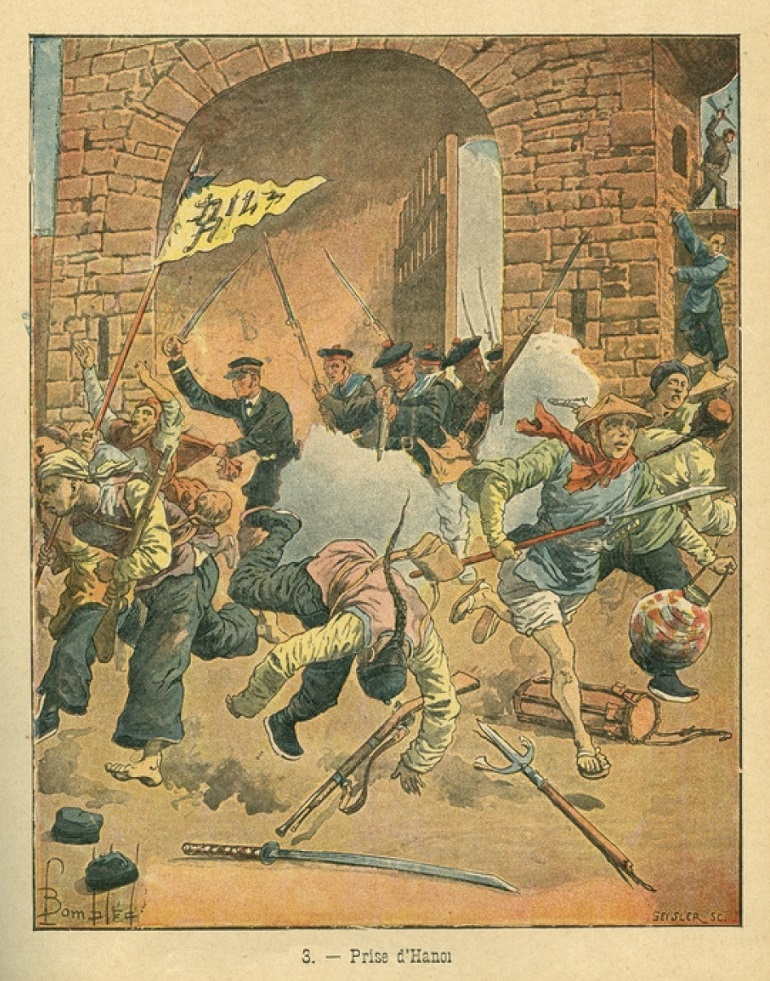
Marinai francesi entrano nella cittadella di Hanoi

Dupuis e 30 dei suoi mercenari, che erano comandati da Georges Vlavianos, un avventuriero greco veterano dell'Esercito sempre vittorioso, erano stati incaricati di sorvegliare la porta orientale dall'esterno, per assicurarsi che nessun funzionario di alto rango potesse fuggire attraverso di essa. Invece di limitarsi a sorvegliare la porta, i mercenari assaltarono il bastione, lo conquistarono, ed entrarono nella cittadella. Alla svolta di una strada, incrociarono il distaccamento guidato da Hautefeuille. I francesi scambiarono i mercenari cinesi per truppe vietnamite e aprirono il fuoco. Si accorsero del loro errore pochi secondi dopo, ma nel frattempo uno dei mercenari era stato colpito mortalmente: fu l'unica vittima "francese" della battaglia. Poco prima delle 7:00, il guardiamarina Esmez e i suoi marinai presero il controllo della grande torre della cittadella e vi issarono la bandiera francese. Questo fu il segnale per le due cannoniere di smettere di sparare.
Le perdite vietnamite furono pesanti, con oltre 80 morti e 300 feriti. Nguyễn Lâm, figlio di Nguyễn Tri Phương e genero dell'imperatore Thiệu Trị, fu tra i caduti. Il generale Tri Phương, sebbene gravemente ferito all'anca da un colpo a mitraglia, tentò la fuga a cavallo, ma fu catturato dai francesi. Altri 2000 soldati vietnamiti, che non erano riusciti a fuggire in tempo e si erano quindi nascosti nei corridoi della cittadella, furono successivamente disarmati e presi prigionieri. Per evitare qualsiasi rischio di azioni disperate, i francesi spiegarono loro che non sarebbero stati giustiziati, come accadeva ai prigionieri nemici secondo le usanze di guerra locali di quel tempo. Logisticamente incapaci di prendersi cura di così tanti prigionieri con così pochi uomini, i francesi rilasciarono la maggior parte di loro pochi giorni dopo tenendo prigionieri solo gli ufficiali di alto rango e i dignitari.

## Conseguenze
Con circa 200 uomini e senza alcun ordine, il tenente Garnier aveva catturato il capoluogo del Tonchino, una città di circa 80 000 abitanti. Dopo la cattura di Hanoi, Garnier nominò nuovi mandarini e dichiarò il Fiume Rosso aperto al commercio. Poi, con i suoi 180 uomini e le due cannoniere, iniziò una campagna militare che portò alla conquista della maggior parte del Tonchino tra la fine di novembre e dicembre 1873.
Nonostante fosse stato trattato con rispetto dai francesi, il generale Tri Phương rifiutò di farsi curare le ferite e morì il 20 dicembre 1873, a seguito di uno sciopero della fame. Garnier fu ucciso in azione il giorno dopo, il 21 dicembre 1873, mentre inseguiva, con 18 dei suoi uomini, un gruppo di 600 soldati dell'Esercito della Bandiera nera che aveva appena sbaragliato a colpi di cannone. La città rimase comunque in mani francesi fino al febbraio 1874, quando una seconda spedizione francese, inviata a mitigare le conseguenze della campagna non autorizzata di Garnier, venne a prendere le truppe francesi per portarle a Saigon.